# Nério II Acciajouli

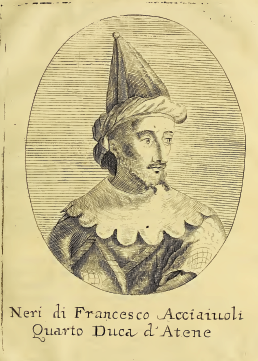
Nerio II Acciaioli

Nério II Acciajouli foi Duque de Atenas. Esteve à frente dos destinos do ducado de 1435 até 1439 (1ª vez) e pela (2ª vez) entre 1441 e 1451. Seguiu-se-lhe António II Acciajuoli. 